# 栃木県立宇都宮南高等学校

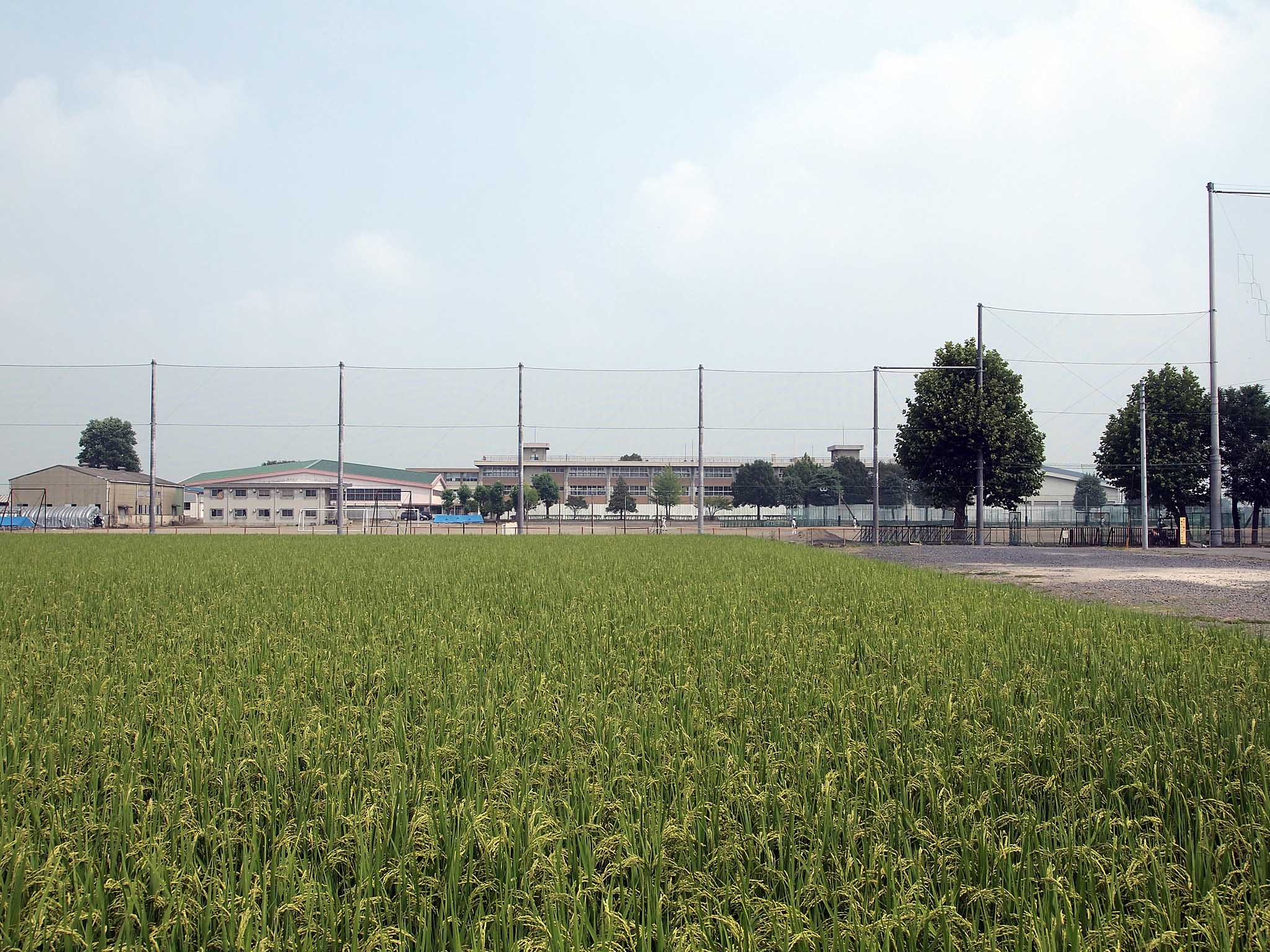
県道雀宮真岡線から撮影

栃木県立宇都宮南高等学校（とちぎけんりつうつのみやみなみこうとうがっこう）は、栃木県宇都宮市東谷町に所在する公立の高等学校。通称・略称は「宇南（うなん）」、キャッチフレーズとして「さわやか宇南」を用いる。

## 設置学科
- 普通科

## 概要
- 校訓 - 篤学・進取・自律・敬愛
- 教育目標

1. 生きる意欲にあふれた自らの生に積極的に挑む生徒を育てる
2. 自ら考え判断し場に応じた適切な行動を選択できる生徒を育てる
3. 自己や自己が属する集団の課題に主体的に取り組む生徒を育てる
4. 他者とのよりよい人間関係を自ら構築しようと努める生徒を育てる

- 目指す学校像

　志をはぐぐみ自立する力を高める文武一致の教育を実践する学校

## 部活動
体育系
- 弓道
- 剣道
- 硬式テニス（男子・女子）
- 硬式野球
- サッカー
- 柔道
- 水泳（競泳・飛び込み・水球）
- ソフトテニス
- ダンス
- バスケットボール（男子・女子）
- バドミントン - 男子が31年連続関東大会出場[1]
- バレーボール
- フェンシング
- 陸上競技

文化系
- インターアウト
- 演劇
- 吹奏楽
- 合唱
- 科学
- クリエイティブアート
- 茶華道
- 写真
- 書道
- 調理
- 美術工芸
- 放送

同好会
- 英語
- 軽音楽
- 将棋
- 卓球
- 百人一首[1]
- ボランティア
- インターアクトクラブ[1]

## 沿革
- 1976年（昭和51年）：開校
- 1986年（昭和61年）：創立10周年記念式典挙行
- 1986年 第58回選抜高等学校野球大会で、準優勝（vs徳島県立池田高校。1-7）を果たす。
- 1996年（平成8年）：創立20周年記念式典挙行
- 2006年（平成18年）：創立30周年記念式典挙行

## 著名な出身者
- 新井理恵 - 漫画家
- 佐藤栄一 - 宇都宮市長
- 髙村祐 - 元プロ野球選手
- 松下知之 - 2024年パリオリンピック競泳日本代表